# Quintanilleja
Quintanilleja es una localidad española del municipio de Villangómez, perteneciente a la provincia de Burgos, en la comunidad autónoma de Castilla y León.

## Historia
Hacia mediados del siglo XIX, el lugar, ya por entonces perteneciente a Villangómez, tenía contabilizada una población de dieciocho habitantes. Aparece descrito en el decimotercer volumen del Diccionario geográfico-estadístico-histórico de España y sus posesiones de Ultramar de Pascual Madoz con las siguientes palabras:

QUINTANILLEJA: granja en la prov., dióc., aud. terr. y c. g. de Búrgos (3 leg.), part. jud. de Lerma (3 1/2) y ayunt. de Villangomez (1/2). Se halla sit. en llano, á la orilla izq. del riach. Cogollitos; está bien ventilada en todas direcciones, y las enfermedades que comunmente se padecen son las tercianas. Tiene 4 casas y 2 fuentes de buenas aguas para el surtido del vecindario; en cuanto á lo parroquial, corresponde ó es aneja de Valdorros, dist. 1/2 leg. Su térm. confina: N. Cogolls; E. y S. dicho Valdorros, y O. Montuenga. Parte del terreno es secano y parte de miga, pero todo de buena calidad, y le baña el citado riach. que corre en direccion de E. á O. Los caminos son locales y se hallan en mal estado, y la correspondencia se recibe de Búrgos por encargo particular. prod.: trigo, comuña, cebada, avena y legumbres; cria ganado lanar, y tiene 5 yuntas de bueyes para la labranza; hay caza de liebres, y pesca de bermejas y cangregos. ind.: la agrícola. Esta granja pertenece al conde de Montijo, á quien los colonos pagan 80 fan. de grano mediadas de trigo y cebada. pobl.: 4 vec., 18 alm. cap. prod.: 232,000 rs. imp.: 20,200.
(Madoz, 1849, p. 341)

La localidad sigue formando parte de Villangómez en la actualidad y dista dieciocho kilómetros de la capital provincial.